# Ієронім Яновський
Ієронім Яновський (світське ім'я — Яким; 1736, Полтавщина — 16 січня 1814, Новгород-Сіверський) — українській освітній та релігійний діяч, історик. Ректор Полтавської слов'янської семінарії. Архімандрит Київського Михайлівського Золотоверхого монастиря

## Біографія
Син священика. У 2-й половині 40-х — 50-х роках XVIII століття навчався у Києво-Могилянській академії, по закінченню якої висвячений на священника.
1763 року Яновського призначено полтавським протопопом. З 1776 року, коли до Полтави прибув перший архієпископ Слов'янський і Херсонський (з місцем перебування в Полтавському Хрестовоздвиженському монастирі) Євгеній Булгаріс, Ієронім став членом Слов'янсько-Херсонської (пізніше Катеринославської) консисторії, а також активним помічником архієпископа.
За дорученням Булгаріса розробив пропозиції щодо утворення на базі школи півчих при Хрестовоздвиженському монастирі Полтавської слов'янської семінарії з 10-річним терміном навчання, де б навчалися представники усіх станів. Він же був і першим ректором семінарії (1778–1779).
1786 року прийняв чернечий постриг у Києво-Печерській Лаврі, був її намісником.
1 січня 1799 року висвячено у сан архімандрита Київського Михайлівського Золотоверхого монастиря, 1800 переведено намісником до Новгород-Сіверського Спасо-Преображенського монастиря.
1804 року викликано до Санкт-Петербурґа на чергові священнослужіння та проповіді, але відмовився їхати, посилаючись на похилий вік.
Яновський — автор «Краткого описания Новгород-Северского Спасского монастыря», надрукованого в «Истории Российской иерархии».